# Mark Španring
Mark Španring (Novo Mesto, 13 giugno 2001) è un calciatore sloveno, difensore del Maribor.

## Carriera
Cresciuto nel Krško, ha esordito in prima squadra il 24 febbraio 2019, nella partita di campionato persa per 1-4 contro l'Olimpia Lubiana. Nell'estate successiva si trasferisce al Bravo, con cui il 23 febbraio 2021 firma il primo contratto professionistico, di durata biennale. Il 15 agosto 2023 rinnova fino al 2025; nel corso degli anni diventa una bandiera del club di Lubiana, diventando il giocatore con più presenze nella storia del Bravo nella massima serie slovena.
Il 2 giugno viene tesserato con un biennale dal Maribor.

## Statistiche

### Presenze e reti nei club
Statistiche aggiornate al 20 luglio 2025.
| Stagione        | Squadra         | Campionato      | Campionato | Campionato | Coppe nazionali | Coppe nazionali | Coppe nazionali | Coppe continentali | Coppe continentali | Coppe continentali | Altre coppe | Altre coppe | Altre coppe | Totale | Totale |
| Stagione        | Squadra         | Comp            | Pres       | Reti       | Comp            | Pres            | Reti            | Comp               | Pres               | Reti               | Comp        | Pres        | Reti        | Pres   | Reti   |
| --------------- | --------------- | --------------- | ---------- | ---------- | --------------- | --------------- | --------------- | ------------------ | ------------------ | ------------------ | ----------- | ----------- | ----------- | ------ | ------ |
| feb. 2019       | Krško           | 1.SNL           | 1          | 0          | CS              | -               | -               | -                  | -                  | -                  | -           | -           | -           | 1      | 0      |
| 2019-2020       | Bravo           | 1.SNL           | 5          | 0          | CS              | 0               | 0               | -                  | -                  | -                  | -           | -           | -           | 5      | 0      |
| 2020-2021       | Bravo           | 1.SNL           | 28         | 0          | CS              | 1               | 0               | -                  | -                  | -                  | -           | -           | -           | 29     | 0      |
| 2021-2022       | Bravo           | 1.SNL           | 34         | 0          | CS              | 2               | 0               | -                  | -                  | -                  | -           | -           | -           | 36     | 0      |
| 2022-2023       | Bravo           | 1.SNL           | 24         | 0          | CS              | 3               | 0               | -                  | -                  | -                  | -           | -           | -           | 27     | 0      |
| 2023-2024       | Bravo           | 1.SNL           | 35         | 0          | CS              | 1               | 0               | -                  | -                  | -                  | -           | -           | -           | 36     | 0      |
| 2024-2025       | Bravo           | 1.SNL           | 29         | 1          | CS              | 4               | 1               | UCoL               | 4                  | 0                  | -           | -           | -           | 37     | 2      |
| Totale Bravo    | Totale Bravo    | Totale Bravo    | 155        | 1          |                 | 11              | 1               |                    | 4                  | 0                  |             | -           | -           | 170    | 2      |
| 2025-2026       | Maribor         | 1.SNL           | 0          | 0          | CS              | 0               | 0               | UCoL               | 0                  | 0                  | -           | -           | -           | 0      | 0      |
| Totale carriera | Totale carriera | Totale carriera | 156        | 1          |                 | 11              | 1               |                    | 4                  | 0                  |             | -           | -           | 171    | 2      |